# Alleanza degli ordini di San Giovanni di Gerusalemme

Simbolo comune di tutti gli ordini di San Giovanni è la croce di Malta

L'Alleanza degli ordini di San Giovanni di Gerusalemme è una federazione che raggruppa cinque ordini religioso-cavallereschi cristiani, eredi degli antichi cavalieri ospitalieri di San Giovanni di Gerusalemme, e riconosciuti da Stati nazionali.

## Storia
La federazione è stata creata nel 1961 per incoraggiare una più stretta collaborazione tra i suoi ordini membri, principalmente protestanti, in questioni di interesse comune.  
Nel 1974 è stato istituito il "Comitato per gli Ordini di San Giovanni" dove sono rappresentati gli Ordini di San Giovanni riconosciuti nell'Alleanza, insieme allo SMOM. Nel contesto della scena più ampia degli ordini cavallereschi non riconosciuti,  ha il compito di prevenire l'uso improprio dei nomi, degli emblemi e dei documenti ufficiali dei suoi Ordini membri e di prevenire atti illeciti derivanti dall'imitazione di tali nomi ed emblemi.
Infine, il 14 ottobre 1987 è stata fatta circolare una storica dichiarazione, firmata dai quattro Ordini dell'Alleanza come dichiarazione congiunta con il Gran Maestro del Sovrano Militare Ordine di Malta (di rito cattolico romano). Ciò ha confermato formalmente lo status dei cinque Ordini ufficiali di San Giovanni.  .

## Membri
- l'Ordine di San Giovanni del baliaggio di Brandeburgo, operante in Germania, uno dei 4 fondatori dell'Alleanza nel 1961;
- l'Ordine di San Giovanni del baliaggio dei Paesi Bassi, fondatore;
- l'Ordine di San Giovanni del baliaggio di Svezia, fondatore;
- il Venerabile ordine di San Giovanni, operante nel Regno Unito, fondatore.